# 죽림온천
죽림온천(竹林溫泉)은 전북특별자치도 완주군 상관면 죽림리 일대에서 영업했던 온천 시설이다. 알카리성 유황 온천수를 갖췄던 것으로 알려져 있었다. 현재는 사업주의 부도로 영업하지 않는다. 죽림온천은 인근 지역 주민들 중 모르는 사람이 없을 정도로 큰 관광지였다.

## 연혁
- 1993년 10월 8일 : 개장[1]
- 2007년 ~ 2008년 : 사업주의 부도로 영업 중지

## 교통
- 전주 시내버스 752번

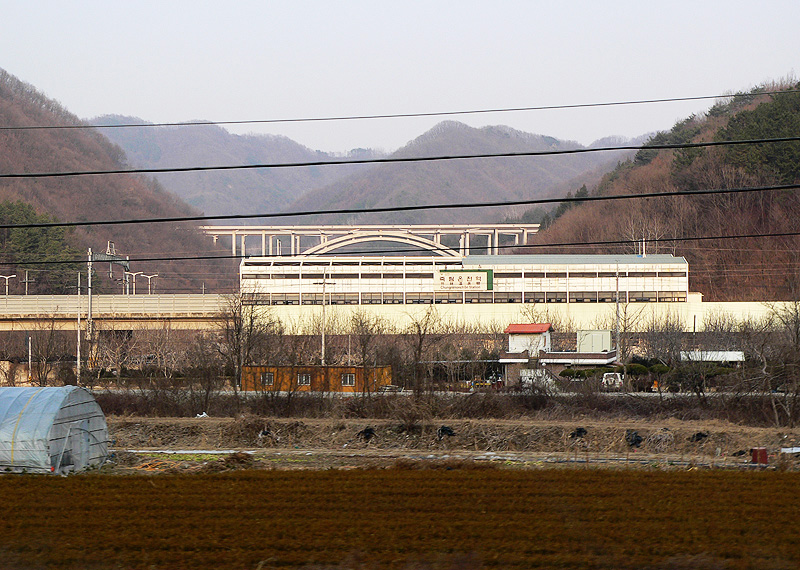
죽림온천 인근의 죽림온천역

- 전라선 죽림온천역 (2006년 11월 1일 여객 영업 중지)